# La nit cau sobre Manhattan
La nit cau sobre Manhattan (títol original: Night Falls on Manhattan) és una pel·lícula estatunidenca escrita i dirigida per Sidney Lumet, el 1997. Ha estat doblada al català.

## Argument
Fill de policia, Sean Casey ho ha estat igualment diversos anys abans de fer-se procurador. Mentre intentava detenir un perillós camell, el seu pare, Liam Casey, és greument ferit, després investiga descobrint nombroses irregularitats. Encarregat de la instrucció, Sean defensarà l'ètica o el seu pare.

## Repartiment
- Andy Garcia: Sean Casey
- Ian Holm: Liam Casey
- James Gandolfini: Joey Allegretto
- Lena Olin: Peggy Lingstrom
- Richard Dreyfuss: Sam Vigoda

## Crítica
- La nit cau sobre Manhattan és en canvi una pel·lícula mitja-baixa, una mica avorrida, escrita no pel mateix Lumet, amb situacions inversemblants (un fill magistrat que es troba a jutjant el pare policia per un il·legalitat complerta a fi de bé, una procuradora que s'enamora de l'assistenta de l'adversari advocat de la defensa), amb una durada excessiva, discursos, solemnitat, monòlegs i amb un protagonista, Andy Garcia, que la poca intensitat expressiva, la cara bonica i fràgil, la falta de autoritat i espessor el destinarien a papers secundaris" (Lietta Tornabuoni, La Stampa[4]
- Forta i convincent en la primera meitat, amb la seqüència d'acció magistralment rimada, el procés en la millor tradició de Lumet, actors d'aplaudiment (ull a Leibman, que a la pantalla es veu rarament, extraordinari). Després però el guió perd el fil, alguna figura perd pes (és la confirmació de Dreyfuss) i el protagonista Garcia en lloc de dominar els esdeveniments sembla a remolc del que li passa." (Tullio Kezich, Corriere della Sera)[5]